# Platygastroidea
Platygastroidea es una superfamilia de Hymenoptera. A menudo se la ha tratado como un linaje dentro de Proctotrupoidea, pero desde 1977 se la reconoce como una superfamilia independiente. Se la considera como constituida por una familia extinta y tres vivientes, con alrededor de 4000 especies descritas. Son todas especies parasitoides. 
La subfamilia Scelioninae de Platygastridae era considerada una familia, Scelionidae.

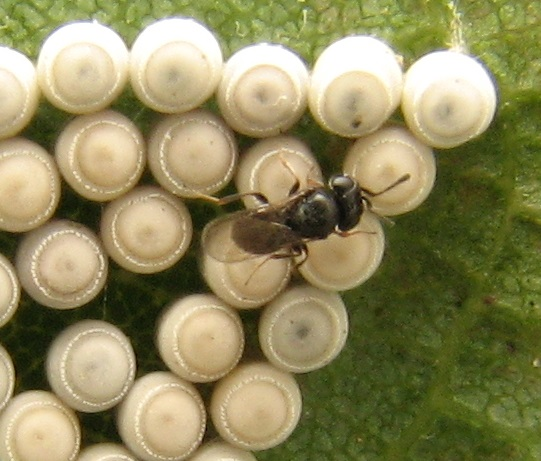
Trissolcus (subfamilia Scelioninae) en huevos de Chinavia.